# Distretto di Tawang
Il distretto di Tawang è un distretto dell'Arunachal Pradesh, in India. Il suo capoluogo è Tawang.
Il distretto confina a nord con il Tibet, a sud-ovest con il Bhutan mentre ad est i 4.170 m s.l.m. del Sela Pass lo separano dal Distretto del Kameng Occidentale.
La popolazione appartiene all'etnia Monpa.

## Geografia
Il distretto si trova in un'area montuosa, comprende il rilievo più elevato dello stato dell'Arunachal Pradesh, il monte Gorichen (6.488 m s.l.m.) 
I due fiumi principali che scorrono nel distretto sono il Tawang Chu e il Nymjang-Chu entrambi alimentati da numerosi tributari che scorrono ripidi dai pendii dell'area.

## Economia
La maggior parte delle tribù dipende dall'agricoltura per vivere.